# Stéréotomie
 (mai 2013).

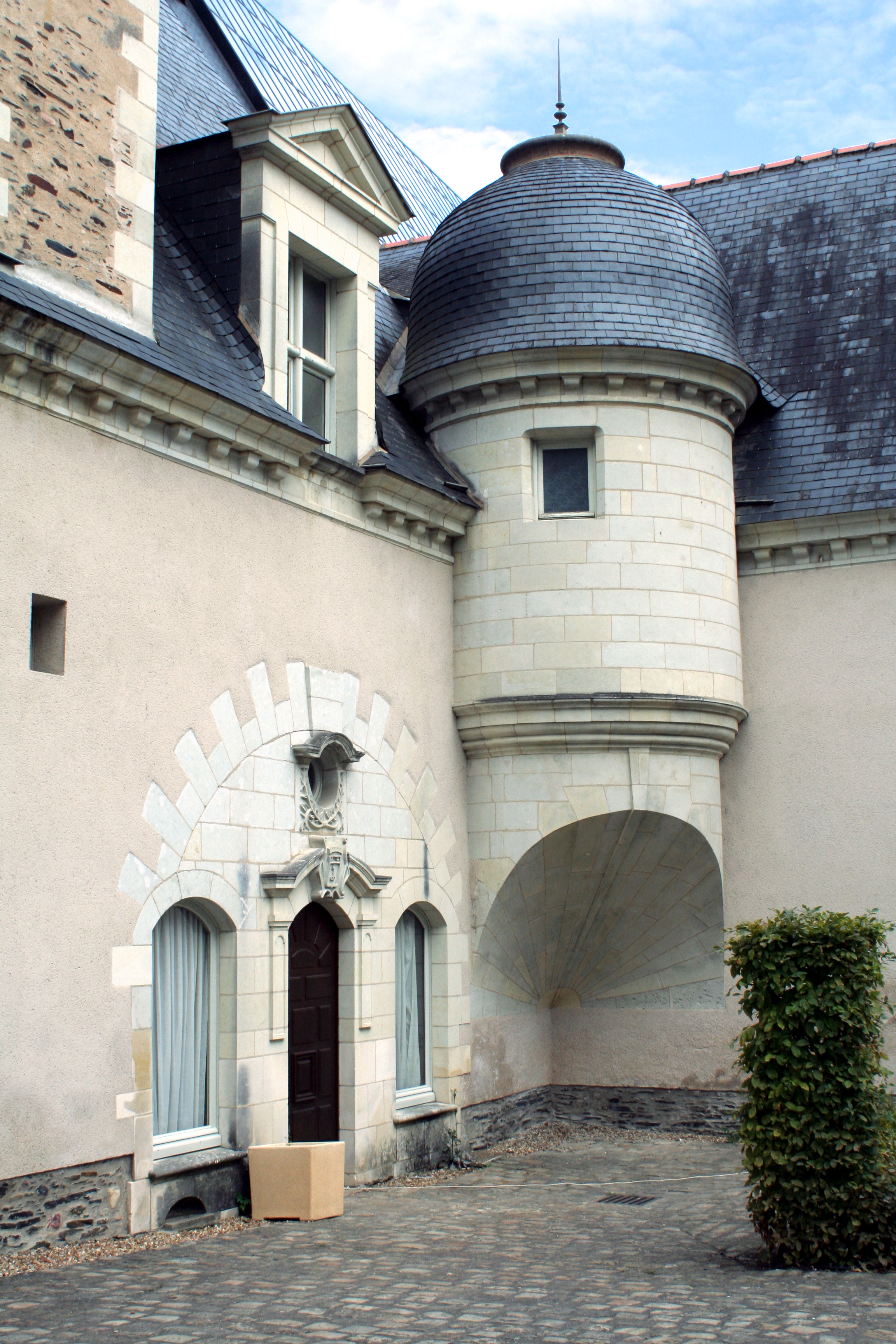
Le tracé d'une trompe (ici à l'abbaye Toussaint d'Angers) requiert la maîtrise de la stéréotomie.

La stéréotomie (du grec : στερεός : « solide » et τομή « coupe ») est l'art de la découpe et de l'assemblage des pièces en taille de pierre et aussi en menuiserie (terme moins souvent utilisé pour ce métier), dans le but de construire des éléments architectoniques comme des voûtes, des encorbellements, des trompes, des volées d'escalier.
L'étude théorique de la stéréotomie s'appuie sur des traités où sont développées les techniques de dessin permettant de représenter les ouvrages à réaliser. Ces techniques de géométrie, développant l'art du trait, ont été codifiées par Gaspard Monge dans la géométrie descriptive et s'appuient sur les projections.

## Description
La stéréotomie est surtout l'art de découper des volumes en volumes plus petits, formant un ensemble qui « tient debout ». Par exemple, la division d'un arc en plusieurs pierres. Les tracés peuvent en être très complexes. Par exemple, la division d'un arc en anse de panier à 11 points, rampant, de biais dans une trompe conique. Lors de la taille des pierres de ce type de tracé, aucune face ne sera d'équerre avec une autre, et le tailleur de pierre aura besoin de panneaux en vraies grandeurs (surface exacte projetée perpendiculairement) pour toutes les faces de son « caillou », le calepineur préparera les projections de toutes ses faces à une certaine échelle, puis l'appareilleur préparera à l'échelle 1 les panneaux servant à la taille.
Le spécialiste en stéréotomie est avant tout un excellent projeteur. La complexité et la réalisation de certains calepins étant difficilement concevable par d'autres dessinateurs, telle la réalisation de panneaux de têtes et de calibres rallongés servant à la taille de limons d'escalier (projection parallèle de segments d'hélicoïdes sur une surface plane servant à l'édification des panneaux formant la courbe du limon) ou le calepin pour l'appareil d'un escalier en vis de Saint-Gilles.
En général, le trait se pratique avec une règle, une équerre et surtout un compas. Un spécialiste ne se servait principalement que du compas et de la règle, et était capable de diviser un cercle en 4, 5, 6, 7, 8, 9, 10, etc. parties égales en appliquant des règles de géométrie descriptive simples, basées sur des rapports reconnus. De même, pour diviser un angle en 2, 3 ou 4 angles égaux, et le raccordement de segments d'arc différents, trouver une perpendiculaire à une droite passant par un point donné, etc.
L'apparition de la CAO et de la DAO bouleverse un peu les habitudes, néanmoins on gagne du temps en connaissant ces règles.

## Histoire

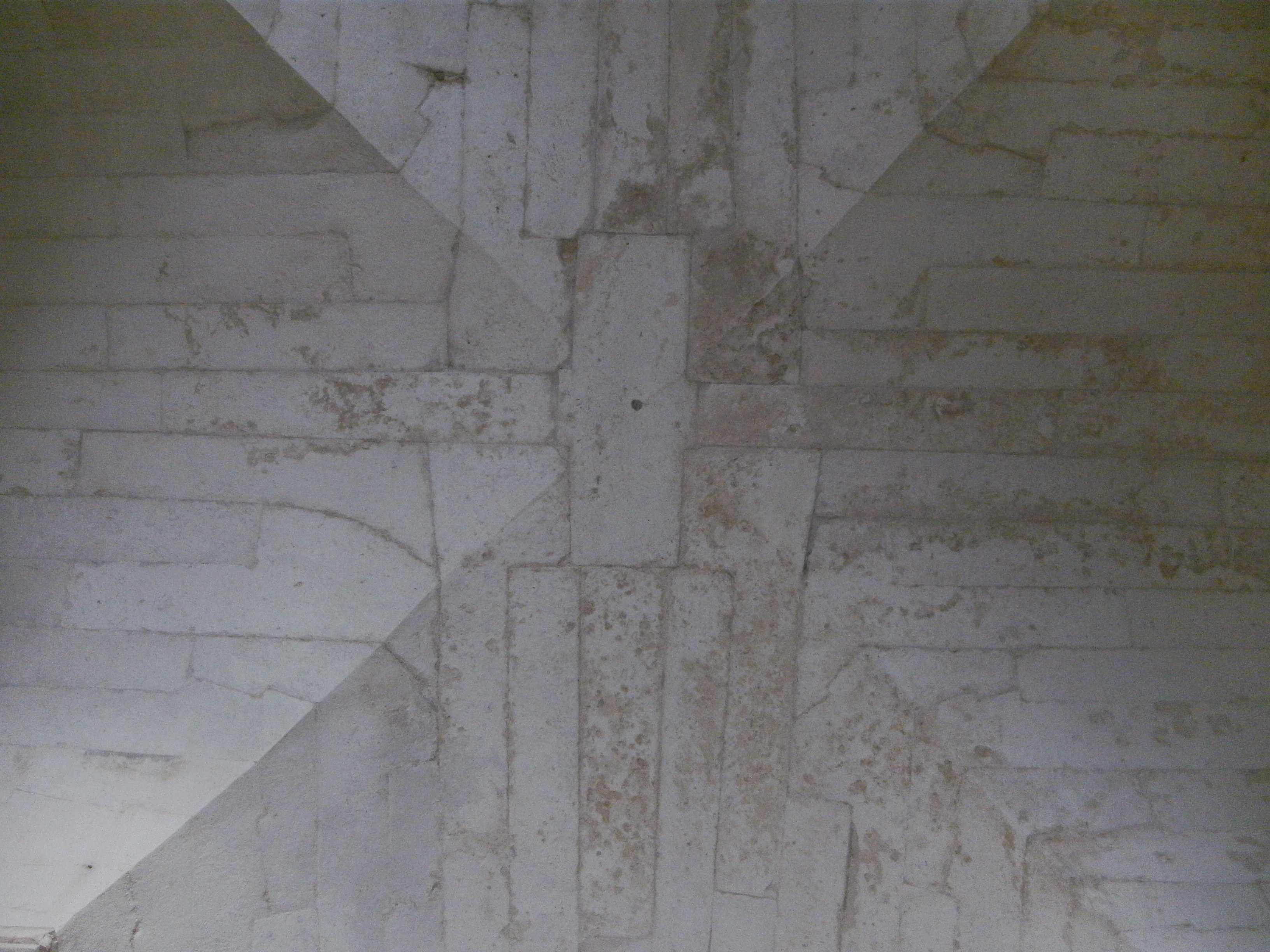
Mausolée de Théodoric, voûte d'arêtes, détail, 530 ap. J.-C.

Le développement de la stéréotomie va de pair avec celui des premières constructions en pierre de taille dans l'Antiquité dans le Bassin méditerranéen, par exemple dans la Grèce antique ainsi qu'en Italie dès l'architecture étrusque, notamment avec l'apparition des voûtes qui vont peu à peu se complexifier. Dans l'Empire romain, l'usage commun d'une maçonnerie en mortier rempli de pierraille, en béton romain ou en brique, faisant usage de coffrages (opus caementicium) ou de cintres (voûte concrète), permet de tenir l'architecture romaine souvent éloignée des problèmes de stéréotomie. La stéréotomie est cependant bien développée dans tout l'Empire. On peut citer comme exemple la voûte d'arêtes en pierre de l'arc de triomphe de Cáparra en Espagne, datant de la fin du Ier siècle, et qu'on retrouve avec une technicité identique au Mausolée de Théodoric vers 530 à Ravenne en Italie. Toutefois la manière « en zigzag » d'assembler les voussoirs en façade du mausolée quoique pratiquée dans l'Empire romain pendant la période impériale, au VIe siècle ne semble plus pratiquée qu'au Proche-Orient, ce qui laisse supposer que l’architecture du mausolée est le fait d'un architecte importé de Syrie ou d'Asie Mineure. On peut citer aussi la petite coupole sur pendentifs de l'arc de Septime Sévère à Leptis Magna en Libye. Les voûtes clavées connaissent un essor en Syrie paléochrétienne : Phillipolis dans le Djebel druse présente des berceaux rampants (d'axe non horizontal) et une voûte d'arêtes, ainsi que quelques très belles voûtes hémisphériques. On peut également citer l'abside de la basilique de Qualblosch datée de la fin du Ve siècle, l'abside de la basilique orientale de Qal'at Saman (également du Ve siècle), la salle d'audience d'al-Mundhir à Resafa (VIe siècle).

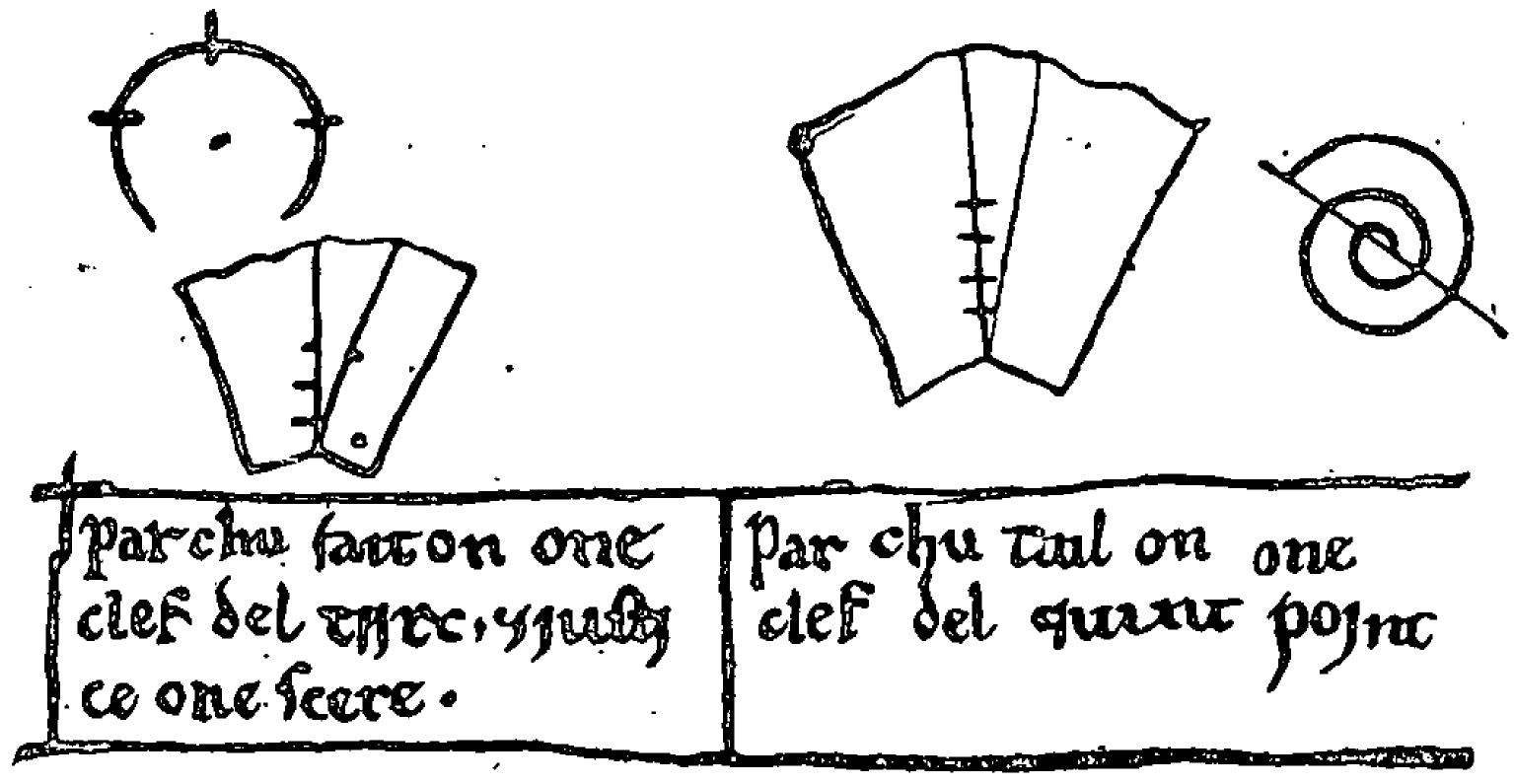
Carnet de Villard de Honnecourt : exemples de trait pour un voussoir.

Les premiers dessins sur la coupe des pierres se trouvent dans le Carnet de Villard de Honnecourt. Ce n'est pas un traité mais un recueil de recettes. Cependant il montre qu'une science du trait existait au XIIIe siècle.
La vis de Saint-Gilles est considérée comme un chef-d'œuvre de la stéréotomie médiévale.
Jusqu'à la fin du XVIIIe siècle, les appareilleurs ne se servaient pour l'application du trait sur les matériaux qu'ils employaient que des méthodes isolées particulières à chaque problème et se rattachant à quelques principes généraux et abstraits. Ces règles pratiques utilisées par les maîtres charpentiers ou les tailleurs de pierre sont rappelées dans le Traité d'architecture de Philibert Delorme de 1576 et les Secrets de l'Architecture de Mathurin Jousse de 1642, revu par Philippe de La Hire en 1702.
Le père jésuite François Derand (1590-1644) avait déjà bien écrit en 1643 L'Architecture des voûtes, ou l'Art des traits et coupe des voûtes où l'art du trait appliqué à la coupe des pierres et à la charpente lequel reposait sur la théorie des projections. Girard Desargues (1591-1661) aussi avait bien montré l'analogie qui existait entre différents procédés pratiqués dans La Pratique du trait. Jean-Baptiste de La Rue (1697-1743), architecte, publie en 1728 son Traité de la coupe des pierres où pour la première fois les voussoirs sont représentés en perspective et ombrés avec des retombées dépliantes. L'ouvrage est réédité en 1764 et 1858. Un maître charpentier, Fourneau, publie en 1786 L'art du trait.

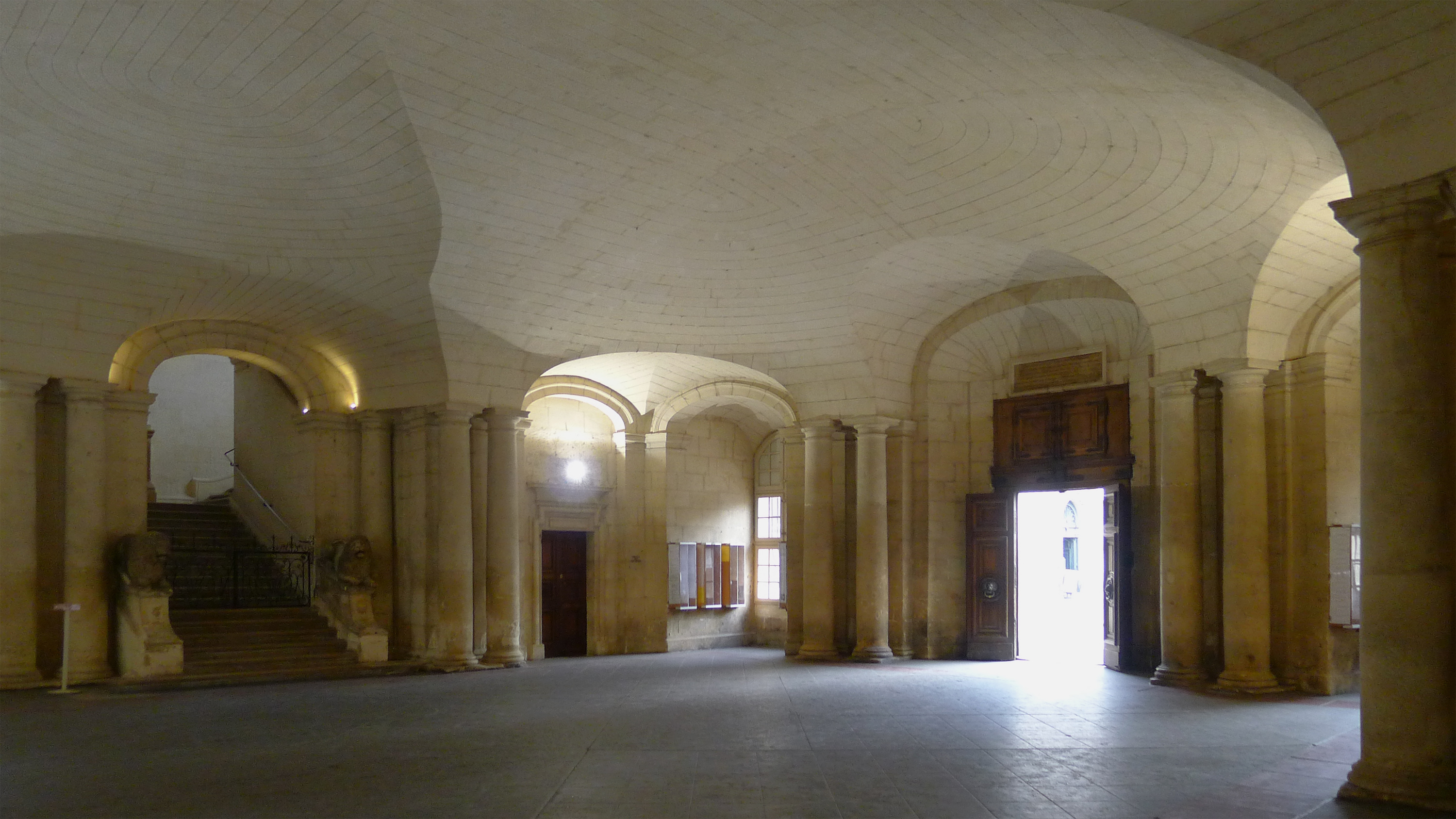
Voûte du rez-de-chaussée de l'hôtel de ville d'Arles.

La voûte du rez-de-chaussée de l'hôtel de ville d'Arles, réalisée suivant les plans de Jules Hardouin-Mansart, en 1673, est considérée comme le chef-d'œuvre de la stéréotomie française.
Amédée François Frézier (1682-1773), ingénieur en chef à Landau puis directeur des fortifications de Bretagne, dans son Traité de stéréotomie édité à Strasbourg en 1737, réédité à Paris en 1754 sous le titre La théorie et la pratique de la coupe des pierres et des bois, pour la construction des voutes et autres parties des bâtimens civils & militaires, ou traité de stéréotomie à l'usage de l'architecture, avait bien donné suite aux idées de généralisation de Desargues et avait traité géométriquement diverses questions qui devaient se présenter dans plusieurs parties de la coupe des pierres et de la charpente avec les procédés pratiques qu'il fallait employer pour tailler ces matériaux. Il emploie les projections horizontale et verticale pour définir les voussoirs.
Dans son traité magistral L’Art du Menuisier, publié entre 1769 et 1782, André-Jacob Roubo consacre les chapitres 9 à 14 de la Seconde partie, à l’Art du Trait. (page 273 à 449, Planches 100 à 170). Il va de soi qu’il oriente et illustre toujours son propos pour la partie qui l’occupe : la menuiserie. Ses sources dépassent largement celles de son siècle puisqu’il est par ailleurs acquis qu’il connaissait parfaitement les traités de Philibert Delorme (dépassant aussi le seul sujet de l’Art du Trait). Il privilégie son contemporain Frézier et reprend à son compte, en le complétant, le travail ouvert en 1729 par Edme Blanchard
Mais tous ces principes qui résumaient une foule de questions pratiques découlaient eux-mêmes d'autres principes plus simples qui leur sont communs. Gaspard Monge est chargé du cours de stéréotomie à l'école de Mézières entre 1770 et 1784. Il va mettre en évidence les règles élémentaires qu'il a aperçues dans les opérations de la stéréotomie et qu'il a réunies en une seule doctrine à laquelle il a donné le nom de géométrie descriptive. Il va enseigner ces règles aux élèves de l'école de Mézières, puis de l'École polytechnique en 1794, et en 1795 aux Écoles normales. Il a réuni ces règles dans le premier traité de Géométrie descriptive,.

## Principaux métiers utilisant la stéréotomie
- Architecte
- Tailleur de pierre
- Calepineur
- Appareilleur
- Menuisier
- Charpentier